# ایوان هرتسگ
ایوان هرتسگ (کرواتی: Ivan Herceg؛ زادهٔ ۲ نوامبر ۱۹۸۱) بازیگر، بازیگر تئاتر، و بازیگر تلویزیون اهل کرواسی است. وی از سال ۲۰۰۳ میلادی تاکنون مشغول فعالیت بوده‌است.